# Bienwald

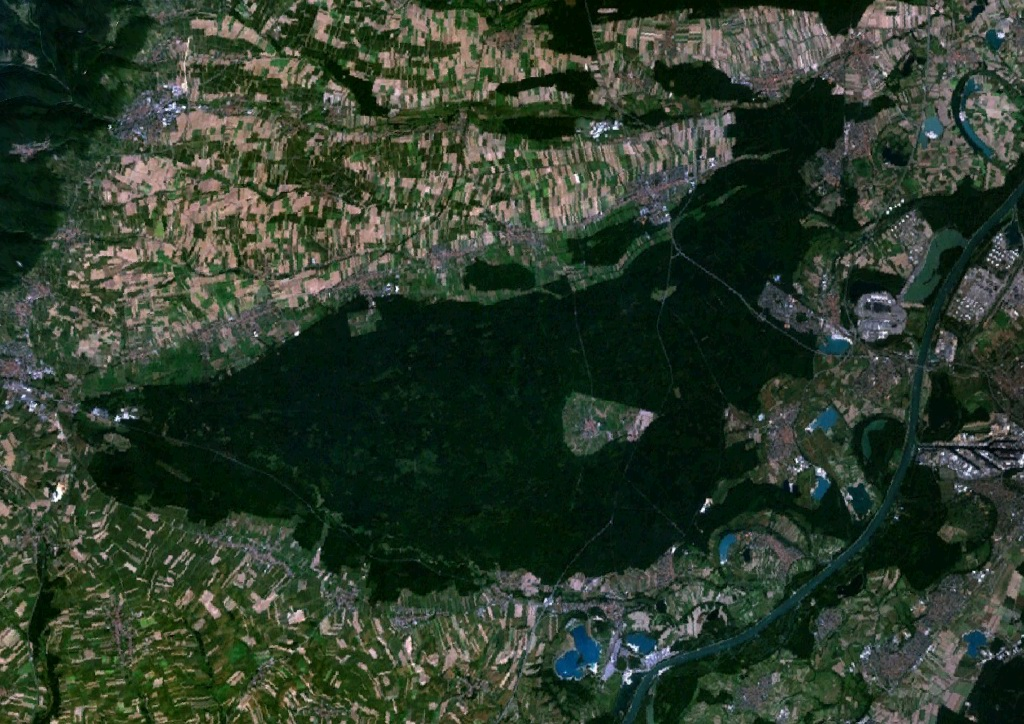
Le Bienwald vu de l'espace.

Le Bienwald (« bois de l'essaim d'abeilles » en français) est un massif forestier qui se trouve à peu près au milieu du fossé rhénan, à cheval sur la Lauter et donc sur l'actuelle frontière franco-allemande.
D'une superficie d'environ 120 km2, la partie allemande, située au sud-ouest de la Rhénanie-Palatinat, est majoritairement une forêt domaniale comprise dans un périmètre de conservation de la nature (Landschaftsschutzgebiet).
La partie française, la forêt de Wissembourg, bien que morphologiquement un prolongement du Bienwald, est considérée comme étant à part.
Le marathon du Bienwald (de) y est organisé tous les ans fin mars depuis 1976.

## Géographie

### Situation

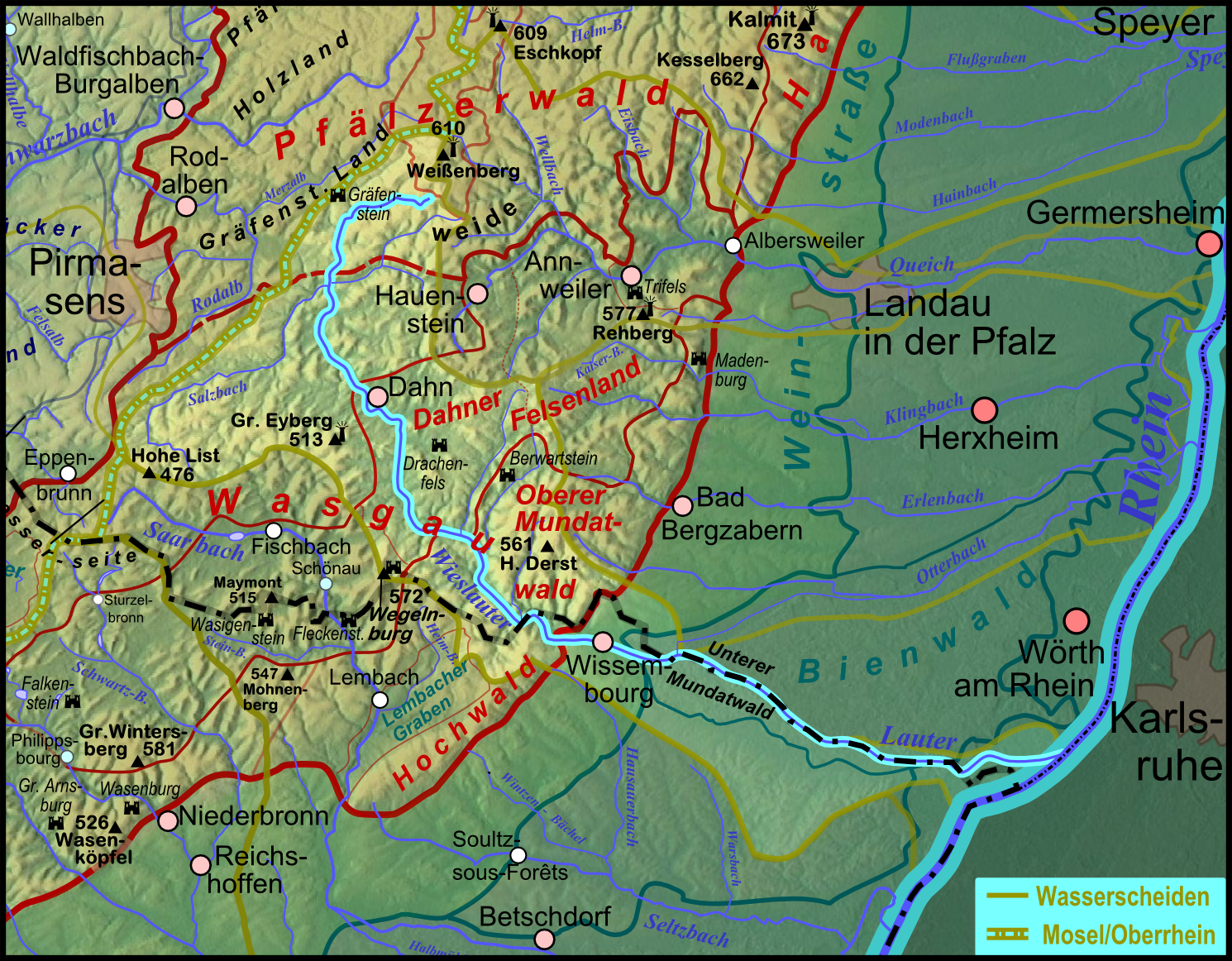
Carte localisant le Bienwald.

Ce massif forestier est situé dans le graben du Rhin Supérieur, dans le sud du Palatinat-Sud-Est et en majeure partie dans le district de Germersheim (seule sa pointe la plus occidentale est dans l'arrondissement de la Route-du-Vin-du-Sud).
En forme de triangle irrégulier, le Bienwald s'étend à l'est de la Deutsche Weinstraße.
Son côté nord-ouest, le plus long des trois (20 km), forme une ligne de Schweighofen à Rheinzabern jusqu'au « Viehstrich ».
Le côté est-sud-est (17 km) suit la limite de la terrasse alluviale du Rhin, formant une ligne passant par Jockgrim, Hagenbach et Berg.
Le côté sud-ouest (16 km) se confond avec la frontière entre l'Allemagne et la France où coule la Lauter.
La forêt dépend principalement du district[pas clair] de Wörth am Rhein. La partie la plus occidentale du Bienwald est une partie de l'Untermundat (« forêt du Mundat inférieur » en allemand) qui a la particularité d'être la seule forêt domaniale française située à l'étranger (l'autre partie de l'Untermundat étant la forêt de Wissembourg, sur la rive droite de la Lauter).
Le Bienwald est d'allure assez plate ; il descend presque imperceptiblement d'une altitude d'environ 130 m à l'ouest à 105 m au nord-est, ce qui implique sur une distance d'environ 20 km une pente d'un peu plus d'1 m/km.
On y trouve de petites collines, considérées comme des dunes déposées par le vent, et d'autre éminences comme dans l'Untermundat (altitude 141 m), à la lisière nord (135 m) et à l'est du centre (152 m) du Bienwald.
Les berges abruptes du Rhin (en arrivant à la ripisylve) et de la Lauter forment ses derniers et notables escarpements.

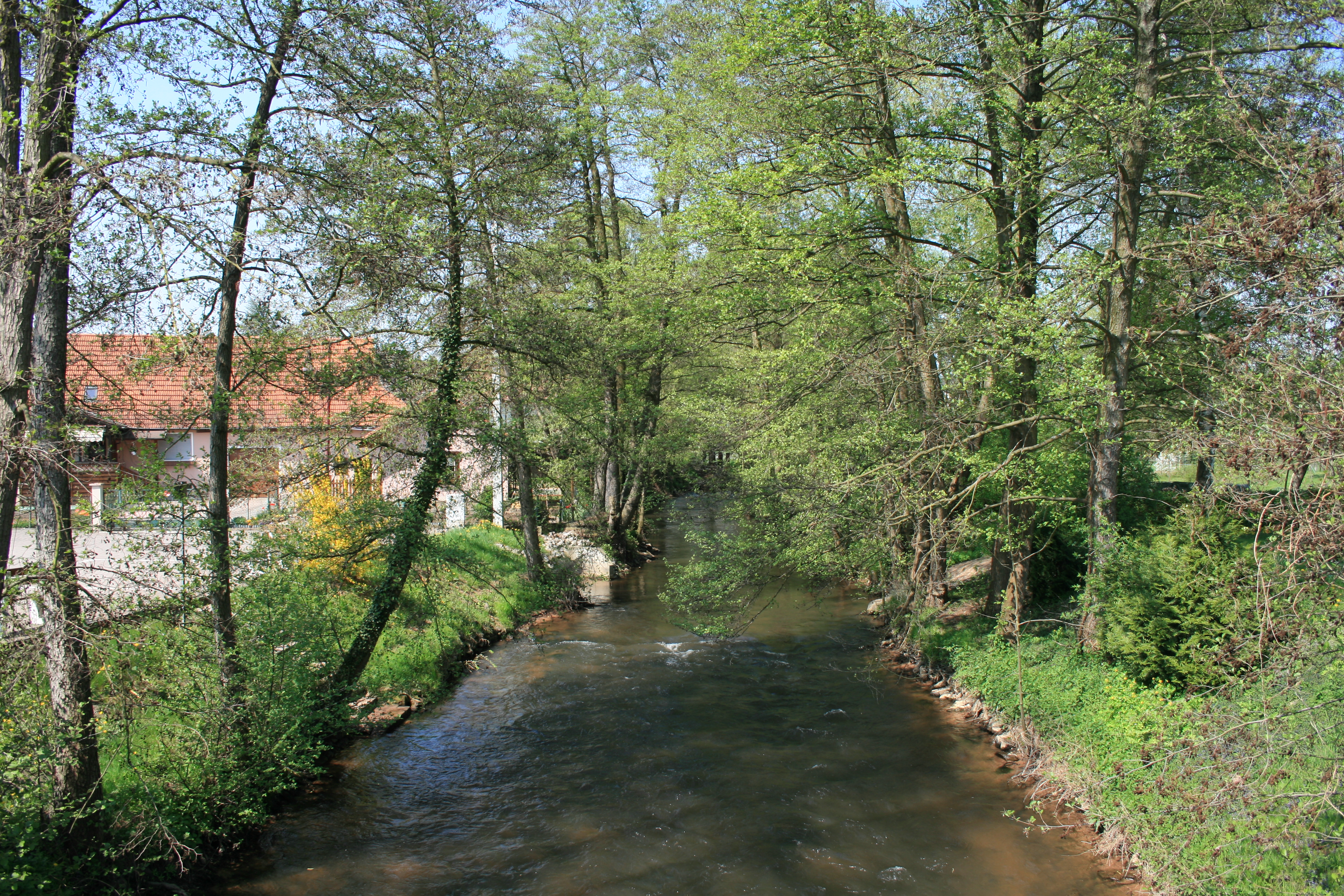
La Lauter près de Scheibenhardt, en lisière sud du Bienwald.

On trouve dans les environs des forêts comparables telles la forêt de Spire (de) ou celle de Bellheim (de).

### Géologie
De nombreux cours d'eau provenant du massif palatin ont dû se frayer un passage vers le Rhin, donc dans une direction générale est-nord-est.
Lors du déclin de la dernière période glaciaire, l'eau de fonte disponible en grande quantité a pu excaver et déplacer de grandes quantités de débris de roche jusqu'à la plaine du Rhin.
Arrivée en plaine et du fait de son ralentissement, l'eau s'est délestée par décantation des matériaux transportés, y formant d'abord des éboulis graveleux puis, de plus en plus loin des points hauts, des dépôts alluvionnaires de sables et de limons.
Les sols résultant en amont, à dominante sablo-graveleuse, ne permettant pas de gros rendements agricoles, ils ont été réservés aux zones boisées tandis que les zones couvertes de lœss en aval ont été défrichées et cultivées tôt.

### Hydrologie

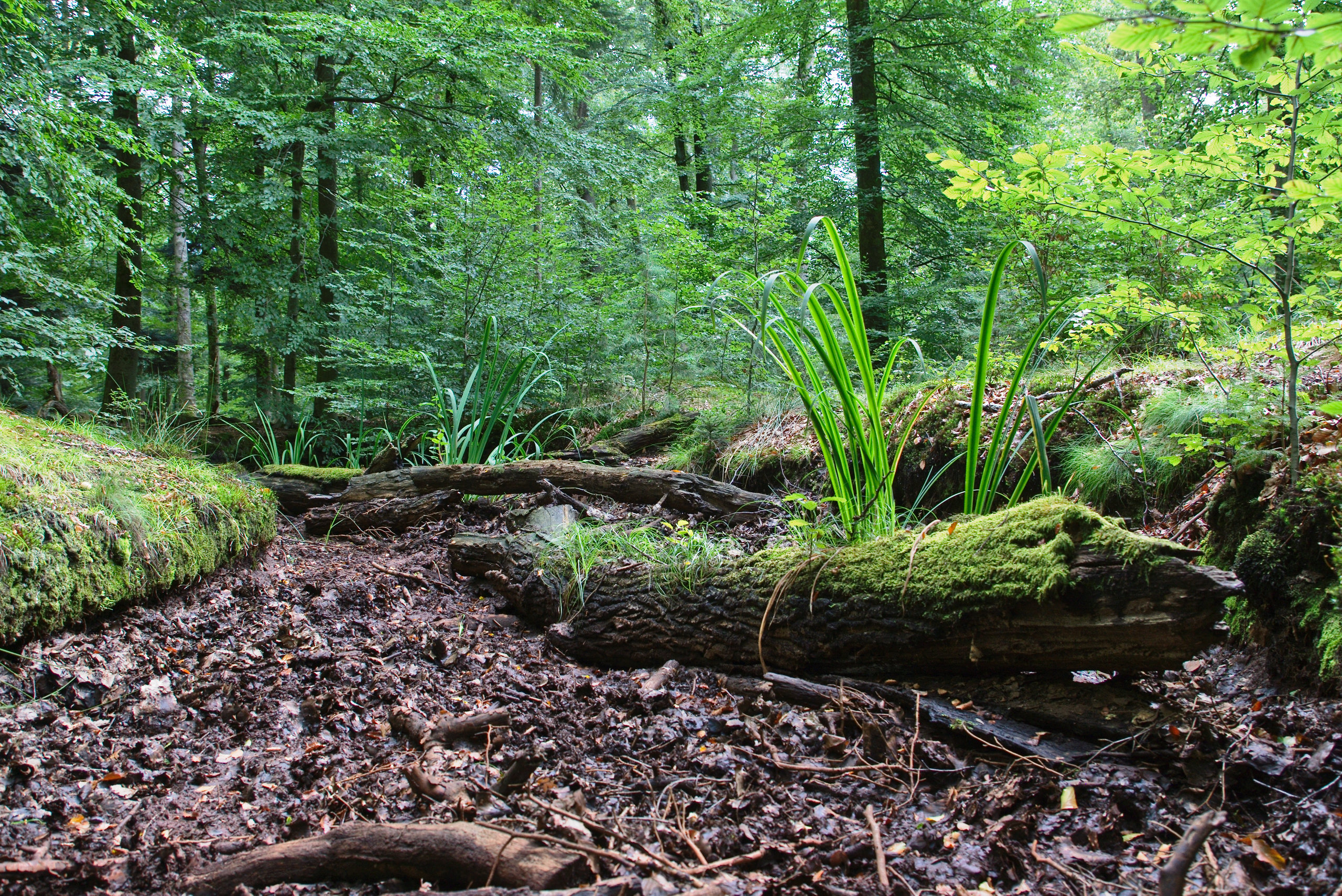
Le Heilbach (à sec) dans le Bienwald.

La Lauter, qui coule sur la frontière franco-allemaande, forme la limite sud-ouest du Bienwald.
Sur son cours supérieur (de sa source à Niederschlettenbach à la frontière), son nom allemand est Wieslauter.
Prenant sa source dans la forêt palatine et arrivée non loin de Neuburg après un cours d'environ 74 km, elle conflue en rive gauche du Rhin.
Son cours est préservé à l'état naturel et sinue dans son lit majeur le long du Bienwald.
Les embâcles, provoqués notamment par des arbres tombés ou des branchages, provoquent de fréquents changements du lit mineur.
De nombreux cours d'eau, ruisseaux et fossés traversent le Bienwald principalement dans la direction ouest-est.
Les principaux cours d'eau sont le Schmerbach, le Heilbach, le Wiebelsbach et le Hessbach.
Comme ils ne sont pas alimentés par des affluents ou des sources, leur débit change considérablement selon les conditions météorologiques.
En période de fortes précipitations, les eaux souterraines peuvent remonter à la surface du sol et inonder de vastes zones.
Dans les mois d'été, les petits cours d'eau s'assèchent souvent.
On distingue dans le Bienwald deux zones sensiblement différentes : le « Bienwald humide » à l'ouest et le « Bienwald sec » à l'est.
En raison des couches imperméables d'argiles et de marnes, les courants d'eau souterraine suivent différentes strates depuis la forêt palatine jusqu'au Rhin.
À l'ouest, les couches d'argile sont proches de la surface et empêchent l'infiltration des eaux météoriques.
Le Bienwald humide s'y caractérise par une forte alternance de l'humidité du sol : saturé en hiver, sec en été.
Par contre à l'est, où le niveau des berges, plus bas d'environ dix mètres, draine les eaux souterraines, les sols sont très secs.

## Histoire

### Toponymie
L'origine du nom est contestée.
Vers 670, ce lieu était appelé « Biwalt », plus tard « Byewalt », « Biewalt », « Bewald » et au XVIIIe siècle « Böhnwald ». Depuis le début du XIXe siècle on l'écrit comme aujourd'hui « Bienwald ».
Le « bi » est probablement une ancienne racine de nom menant à Bien (« essaim » en allemand) ou Biene (« abeille »), d'où l'appellation « forêt de l'essaim » ou « forêt des abeilles ».
Quant à la racine qui viendrait du mot celtique « behe » ou « beje » qui signifie « forêt », rien n'a pas été prouvé jusqu'à présent,.

### Préhistoire
Au bord de la terrasse alluviale, l'actuel Wörth am Rhein-« Dorschberg » s'étend sur un champ funéraire datant de l'âge du bronze.
Les tumuli sont datés de 1500 à 1200 av. J.-C.

### Antiquité
Les chênes et les hêtres puissants, les sous-bois denses et les zones marécageuses rendaient le Bienwald difficilement pénétrable.
Le fourré était traversé uniquement par une piste muletière en rive haute.
Cette piste a par la suite été remplacée par une voie romaine.
Les Romains ont également fondé Rheinzabern (« Tabernae » à l'époque) autour de 10 apr. J.-C. ; elle s'est développé en raison des riches dépôts d'argile et est devenue la plus importante colonie de potiers de l'Empire romain au nord des Alpes.

### Moyen Âge
Non loin des tumuli cités ci-avant se dresse une motte castrale dénommée « Affelderle ».
Une fortification de défense en terre et bois y aurait été érigée au Xe siècle et peut-être reconstruite en pierre au XIe ou XIIe siècle.
Vers 670, l'évêque Théodard de Maastricht aurait été attaqué et assassiné lors d'un voyage à « Biwalt » près de Rülzheim.
« Les habitants de la région ont enterré les morts sur place. Mais quand il se produisit des miracles près de cette tombe, il fut considéré comme un saint, et beaucoup vinrent des villages avoisinants pour le prier et obtenir de l'aide. »
Mais le nouvel évêque de Maastricht fit transporter le cadavre à Liège.
On suppose qu'une chapelle a été construite sur les lieux dénommés Dieterskirchel (de). Cette église fut rénovée au XIVe siècle ; elle avait au XVIe siècle sa propre aumônerie.
Elle a été l'objet de pèlerinages jusqu'à sa démolition en 1824 à cause de son délabrement et d'autres raisons financières.
Elle a été reconstruite en 1957 sur la route de Rülzheim à Rheinzabern.

### Époque moderne

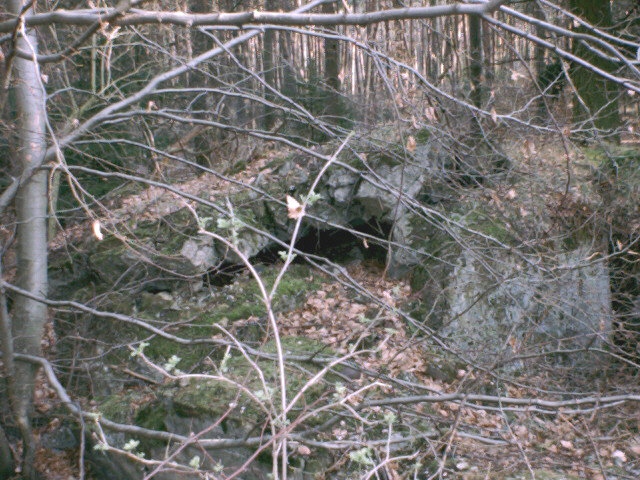
Bunker allemand en ruines dans le Bienwald

Le Bienwald est exploité intensivement depuis le VIIIe siècle, notamment pour ses chênes.
Dans les temps difficiles du XVIIe au XIXe siècle qui ont été marqués par de nombreuses guerres, la forêt a subi de lourds prélèvements, de sorte que les arbres à feuilles caduques se sont raréfiés.
Le bois de chêne étant recherché comme bois d'œuvre notamment dans la construction navale, ce phénomène s'est accentué après la guerre de Trente Ans dans le Bienwald.
Par conséquent, il fut interdit dès 1718 « de couper plus d'un chêne dans un endroit. »
Au XVIIIe siècle un maillage de voies rectilignes a été érigé pour la chasse, le transport du bois et d'autres utilisations diverses de la forêt.
Le réseau routier actuel avec sa structure en treillis a été construit au XIXe siècle et parcourt 470 km.
Du fait de sa situation frontalière, le Bienwald a parfois été le théâtre de batailles pendant les conflits.
En 1793, au cours de la guerre de la première coalition, plusieurs combats eurent lieu entre les troupes autrichiennes du maréchal Dagobert Sigmund von Wurmser et des unités françaises.
Des éclats dans les troncs d'arbres témoignent encore de la Seconde Guerre mondiale, notamment lors de l'opération Undertone ; en mémorial, le « sentier de la ligne Siegfried » a été créé à Schaidt.
De 1883 à 1972, la tuilerie Ludowici (de) a exploité de grands gisements d'argile au sud de Jockgrim. Dans les fosses abandonnées à la lisière de la forêt, une décharge avait été envisagée mais elle a été empêchée.
Au XXIe siècle, la plus grande partie de la superficie forestière (10 275 hectares) appartient à l'État de Rhénanie-Palatinat en tant que forêt domaniale.
Dans les alentours se trouvent 1 691 hectares de forêts communautaires (ville de Kandel, municipalités de Rheinzabern, Hatzenbühl, Erlenbach, Freckenfeld, Steinfeld, Kapsweyer, Schweighofen, Winden, Minfeld) et 187 hectares de forêt privée.

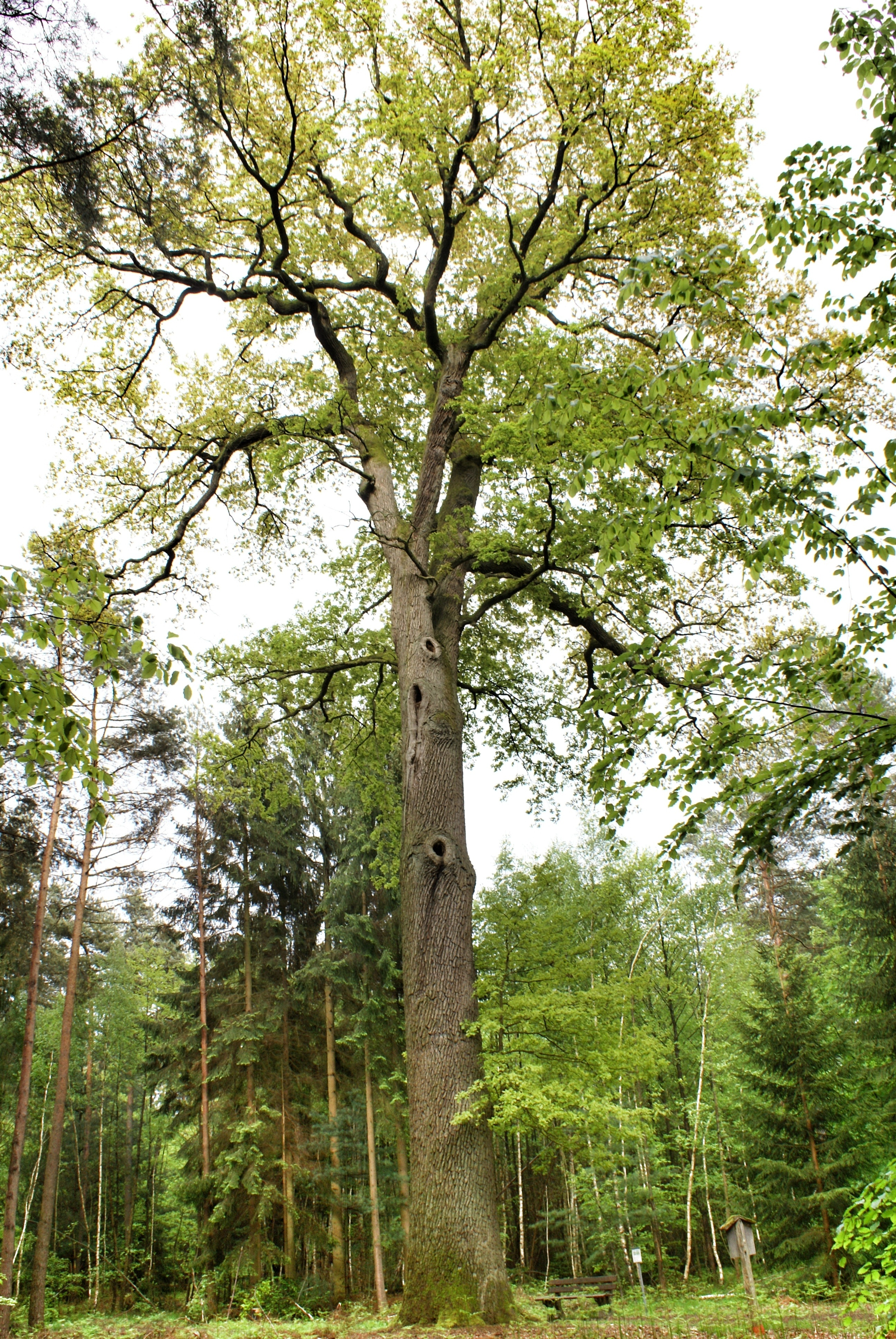
Un chêne de Bismarck dans le Bienwald.

## Biologie

### Flore
Le cône de déjection de la Lauter est parcouru par un enchevêtrement de fossés, ruisseaux et cours d'eau qui s'assèchent partiellement durant l'été.
De ce fait alternent étroitement les endroits secs et humides, pauvres et riches.
Les rares forêts d'aulnes et de broussailles se développent sur les zones fréquemment humides sur l'année tandis que les forêts de chênes et de pins sont typiques des dunes qui peuvent l'élever jusqu'à 3 m.
Dans l'aire protégée, plus de trois cents types de biotopes et zones de végétation homogène différentes ont été cartographiés.
Les conifères prospèrent (56 % de la surface boisée en 2011) dans les sols pauvres majoritairement sableux que constituent les cônes de déjection des cours d'eau, dont les pins qui ont été plantés à partir de 1576 et qui occupent à eux seuls 48 % de la surface boisée, de préférence la plus sèche.
Les feuillus (44 % de la surface boisée), préexistants et représentés par les chênes (25 %), les hêtres et les charmes, partagent le même espace tout en préférant les zones plus humides.
151 espèces végétales menacées ou rares ont été détectées dans le Bienwald. Parmi celles-ci, 86 sont en voie de disparition en Rhénanie-Palatinat et 72 sur toute l'Allemagne.

### Faune

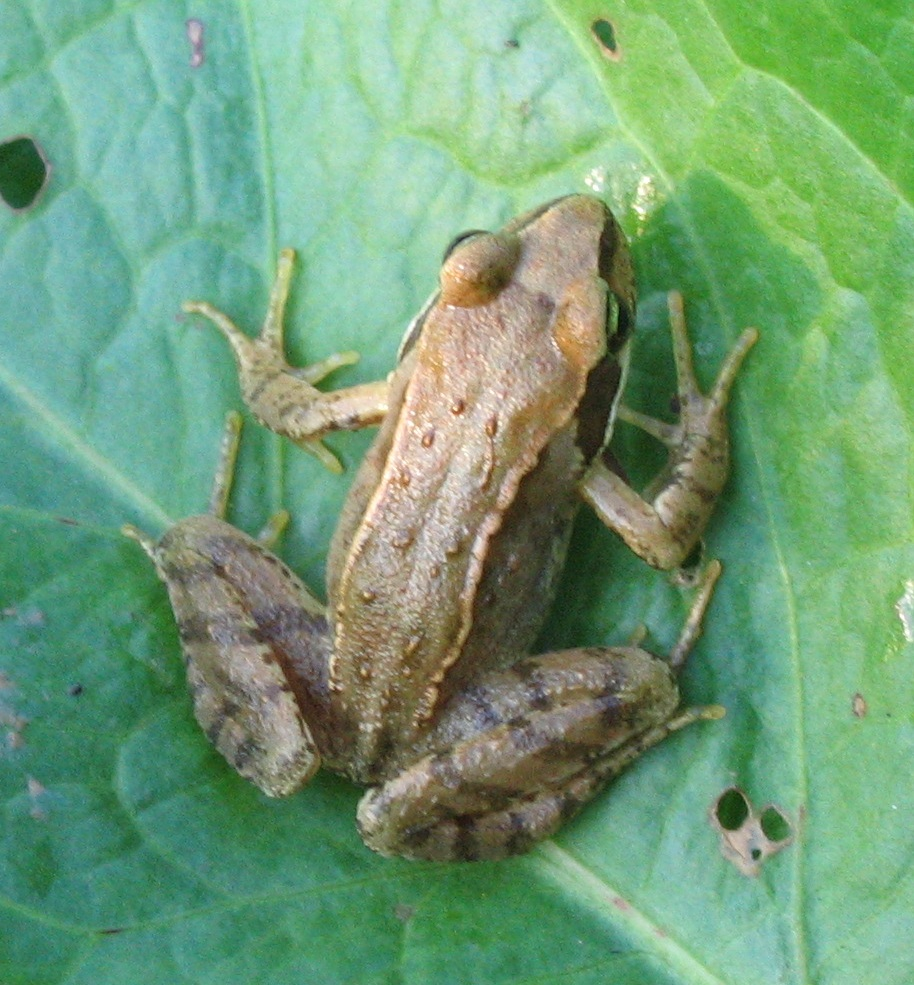
Une grenouille agile, bioindicateur du Bienwald.

Les plus gros mammifères du Bienwald sont le sanglier et le chevreuil ; le cerf ne s'y trouve plus.
Quant aux prédateurs, les plus répandus sont le renard et la martre ; le chat sauvage est également devenu indigène au cours des dernières décennies.
Leur effectif de 45 à 60 animaux en plaine est le seul connu en Europe.
120 espèces d'oiseaux se reproduisent dans le Bienwald et 143 ont été observées.
Grâce aux efforts de l'Aktion Pfalzstorch (de), la cigogne blanche a pu être réintroduite dans les prairies, en particulier sur la lisière nord-ouest, dans le « Viestrich », d'où sa forte population dans le Palatinat-Sud-Est.
Le Bienwald abrite les 16 espèces d'amphibiens présentes en Rhénanie-Palatinat, soit 75 % de toutes les espèces indigènes en Allemagne.
Parmi celles-ci, la grenouille agile est reconnue comme une espèce indicatrice du Bienwald.
2 200 espèces de coléoptères ont été détectées dans le Bienwald, dont 190 coléoptères terrestres, ce qui correspond à un tiers des espèces trouvées en Allemagne.
670 espèces de coléoptères saproxylophages ont été détectées, plus que dans toute autre forêt en Europe.
Les espèces de libellules sont exceptionnellement variées : 46 ont été trouvées dans le Bienwald.
Dans le milieu aquatique du Bienwald, 254 groupes d'espèces ou espèces du benthos sont visibles, y compris la plus forte population de moule de ruisseau de la plaine Bruchbach-Otterbach.
La limite méridionale de l'aire de distribution du branchipe de Grube, une écrevisse primitive menacée d'extinction à l'échelle nationale, passe dans le Bienwald.

## Économie et infrastructures

### Colonisation
Ce n'est que vers 1700 que le village de Büchelberg (de) fut fondé au milieu du Bienwald, sur une colline calcaire.
On y a aussi trouvé des traces d'occupation romaine.
Cependant, les sols sont majoritairement pauvres en nutriments autour de Büchelberg ; les rendements agricoles y sont faibles.
De ce fait, la surface cultivée y a diminué depuis les années 1970 et celle en friche s'y est étendue.
À partir des années 1990, les terres cultivées ont été converties en biotopes pour les espèces animales et végétales en voie de disparition.
Ainsi, une roselière de sept hectares a été transformée en une zone humide ; les écologues entretiennent les zones sèches et broussailleuses ; des prairies de fauche et des vergers sont créés ; même une pommeraie produisant des variétés ancestrales a été créée.

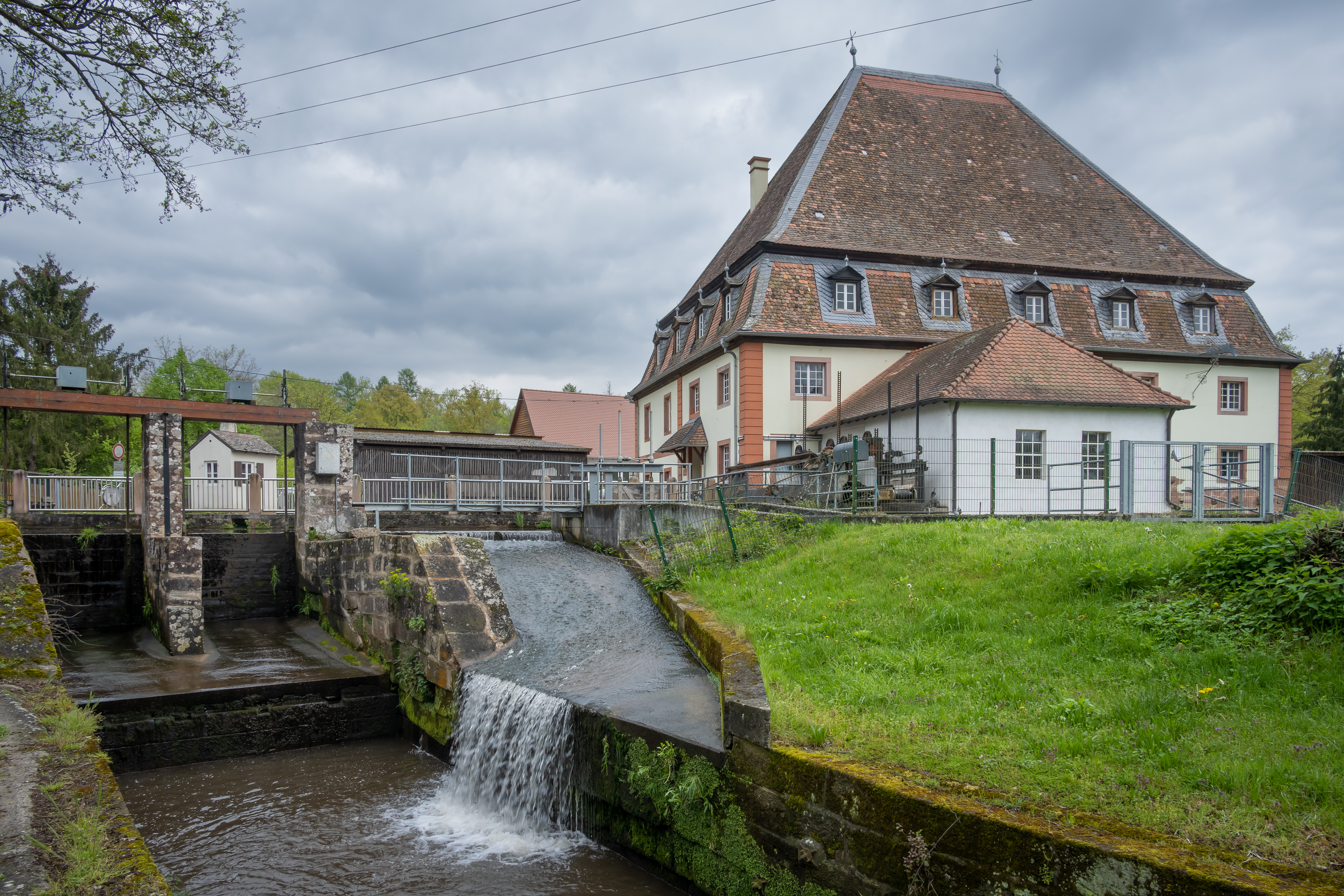
Moulin de Bienwald

En 1979, Büchelberg a été incorporé à Wörth am Rhein en tant que quartier de la ville. Celle-ci, qui se situe dans le fossé rhénan sur la lisière orientale du Bienwald, est plutôt tournée vers la région de Karlsruhe, de l'autre côté du Rhin, principalement à cause de son industrie automobile. C'est pourquoi la petite ville de Kandel, en lisière nord, est généralement considérée comme la ville principale de la région du Bienwald, comme « la porte du Bienwald » voire « la ville du Bienwald ».
Le parc d'aventure « Fun Forest » est vraisemblablement l'attraction touristique principale du Bienwald. Un cimetière naturel, « le repos du Bienwald », a été créé à Kandel en 2007.

### Transports

#### Transports routiers
À deux exceptions près seules des routes secondaires traversaient le Bienwald. L'autoroute 65 (Landau-Karlsruhe) traverse sur 4 km son extrémité nord-est.
Le tronçon de la route fédérale 9 entre la frontière à Lauterbourg au sud et Kandel au nord est une section à péage depuis janvier 2007, suivant une décision du Conseil fédéral.
Il existe un projet controversé d'interconnexion autoroutière entre l'A35 depuis Lauterbourg jusqu'à l'A65 à Kandel ou Wörth am Rhein qui permettrait de décharger l'A5 (Francfort-Bâle) très fréquentée sur la rive droite du Rhin.
Cependant, une telle route (à quatre voies) couperait la zone forestière sur environ 12 km, pourrait augmenter considérablement le trafic à travers le Bienwald et y aurait un impact bien plus sensible que les deux voies de l'actuelle B9.

#### Transports ferroviaires

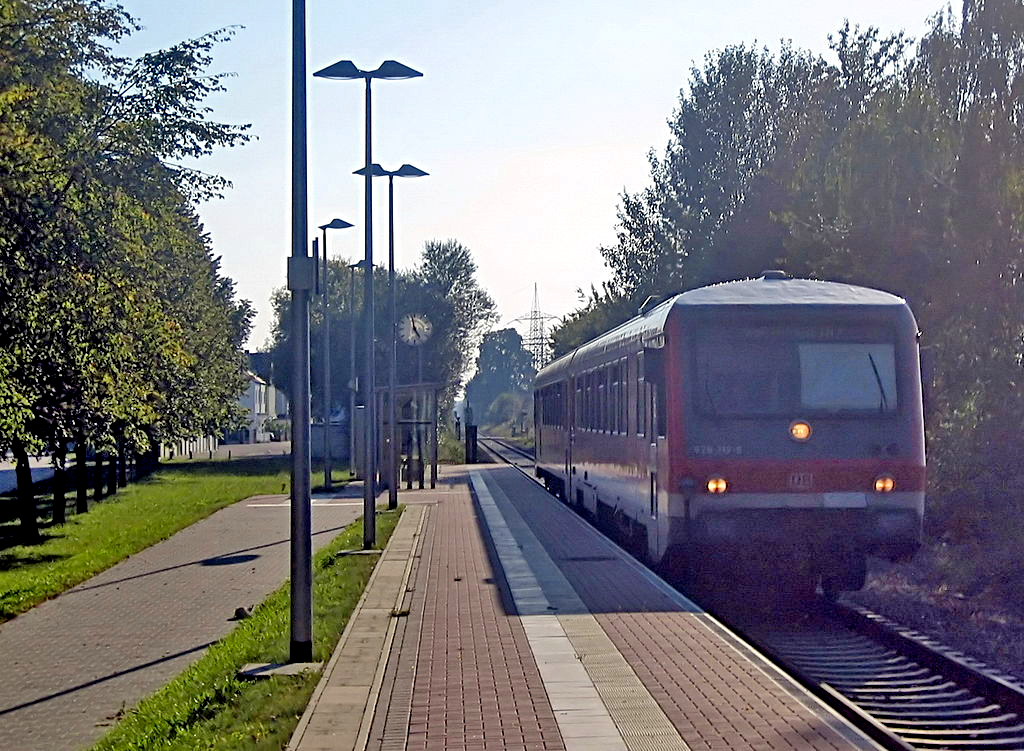
Train de la Bienwaldbahn en gare de Maximiliansau Im Rüsten, à l'est du Bienwald et au sud de Wörth am Rhein.

Une ligne de chemin de fer, la Bienwaldbahn, relie la ville de Lauterbourg à Wörth am Rhein depuis sa réactivation en 2002 en longeant sa lisère orientale.
Au XXIe siècle, la ligne n'est plus utilisée que pour du transport régional et, plus occasionnellement, pour le transport de déchets radioactifs en Castor.
Une autre ligne transfrontalière, la Pfälzische Maximiliansbahn (parfois désignée sous le nom de Maxbahn) relie Wissembourg à Neustadt an der Weinstraße via Winden en passant à l'ouest du Bienwald. Bien que Winden soit également reliée à Karlsruhe, son trafic commercial est arrêté depuis 1945.

### Gestion et conservation
Le Bienwald est administré et géré par l'office des forêts du Bienwald qui a un service à Kandel.
En 2011, le stock de bois du Bienwald s'élèvait à environ 2,5 millions de mètres cubes, soit environ 210 m³ par hectare. La croissance annuelle totale était d'environ 72 000 m3, ce qui correspond à 6 m3/ha, avec une exploitation annuelle d'environ 40 000 m3 correspondant à 4,5 m3/ha.
En 2004, le gouvernement fédéral a approuvé le projet de conservation de la nature du Bienwald pour la constitution et la protection des aires protégées d'importance nationale.